# Golfe de Policastro
Le golfe de Policastro, l'ancien Sinus Laus est une grande baie sur la mer Tyrrhénienne qui s'étend de la Punta Infreschi  dans le Cilento au cap Scalea dans l'Alto Tirreno cosentino.
Il prend le nom de la ville de Policastro Bussentino (aujourd'hui frazione de Santa Maria), l'ancienne Pixiou de la Grande Grèce et successivement Buxentum à l'époque romaine. Le golfe est administrativement divisé en trois provinces (Salerne, Potenza et Cosenza) appartenant à trois régions différentes (Campanie, Basilicate et Calabre). L'entier littoral tyrrhénéen de la Basilicate donne sur le golfe de Policastro. Les communes principales sont Sapri en Campanie, Maratea en Basalicate, Praia a Mare et Scalea en Calabre. La portion campanienne du golfe réside en partie à l'intérieur du parc national du Cilento et du Val de Diano.

## Sources
- (it) Cet article est partiellement ou en totalité issu de l’article de Wikipédia en italien intitulé « Golfo di Policastro » (voir la liste des auteurs).